# Usina Hidrelétrica São Jorge
A Usina Hidrelétrica São Jorge possui uma capacidade instalada de 2,3 MW e está localizada na margem esquerda do rio Pitangui, na barragem denominada Alagados. A unidade geradora de energia se localiza a 18 km do centro de Ponta Grossa, no estado brasileiro do Paraná.
A usina foi inaugurada no ano de 1945 com o represamento do rio Pitangui - formando a barragem de Alagados, que atende a geração da usina e o abastecimento de água da cidade de Ponta Grossa. A Usina São Jorge foi incorporada pela Companhia Paranaense de Energia (Copel) em dezembro de 1974. Antes disso, pertencia à Companhia Prada de Eletricidade S.A.

## Informações técnicas
Inicialmente, a usina funcionava como uma ampliação da barragem da Usina Sumidouro (a Usina Sumidouro operou entre 1908 a 1949, sendo desativada em 1972). Quando a Copel adquiriu a hidrelétrica, ela foi entregue com o grupo 1 danificado (que posteriormente foi vendido como sucata). Em seu lugar foi instalado um grupo gerador que estava operando na Usina Ocoí. A Usina de Ocoí foi colocada em operação na década de 60 e, por mais de vinte anos, beneficiou a região de Foz do Iguaçu. A usina foi desativada devido à formação do reservatório da Usina hidrelétrica de Itaipu. O grupo 01 voltou a operar em julho de 1979 e 2 opera desde 1945 até hoje.
Entre 1995 e 1997 a usina passou por uma reforma geral, na qual foram instalados os instrumentos destinados a sua automatização. Desde maio de 1999, São Jorge é operada à distância, através do Centro de Operação da Geração (COG). A hidrelétrica possui duas unidades geradoras.